# Tajmyrski Rezerwat Biosfery
Tajmyrski Rezerwat Biosfery (ros. Госуда́рственный приро́дный биосфе́рный запове́дник «Таймы́рский») – ścisły rezerwat przyrody (zapowiednik) znajdujący się w Rosji, na północy Kraju Krasnojarskiego, w Tajmyrskim Dołgano-Nienieckim rajonie, na półwyspie Tajmyr. Jego obszar wynosi 17 815,36 km², z czego 370,18 km² to obszar wodny (Morze Łaptiewów).
Rezerwat został utworzony dekretem rządu Rosyjskiej Federacyjnej Socjalistycznej Republiki Radzieckiej z dnia 23 lutego 1979 roku. W 1995 roku otrzymał status rezerwatu biosfery UNESCO. Od 2013 roku podlega wraz z Wielkim Rezerwatem Arktycznym i Rezerwatem Putorańskim Zjednoczonej Dyrekcji Rezerwatów Tajmyru z siedzibą w Norylsku.

## Opis
Rezerwat składa się z czterech części położonych na półwyspie Tajmyr. Są to:
- główne terytorium tundry (13 240,42 km²) znajdujące się w dorzeczu rzeki Tajmyra (w jej górnej części) i częściowo obejmujące pasmo górskie Byrranga i jezioro Tajmyr,
- Ary-Mas (156,11 km²) – lasotundra znajdująca się w południowej części półwyspu Tajmyr. Rośnie tu modrzew dahurski. Jest tu też dużo jezior,
- Łukunskij Les (90,55 km²) – lasotundra znajdująca się w dorzeczu rzeki Łukunskaja (prawy dopływ Chatangi). Rośnie tu również modrzew dahurski,
- część arktyczna (4 332,2 km²) położona na wybrzeżu Morza Łaptiewów (Zatoka Marii Proncziszczewej) i częściowo obejmująca pasmo górskie Byrranga.

Strefa ochronna rezerwatu nosi nazwę Bikada (9 377,6 km²) i znajduje się w pobliżu wschodniego brzegu jeziora Tajmyr i obejmuje północno-wschodnią część Niziny Północnosyberyjskiej oraz przyległy obszar pasma Byrranga. Nazwa pochodzi od płynącej przez strefę rzeki Bikada.

## Przyroda

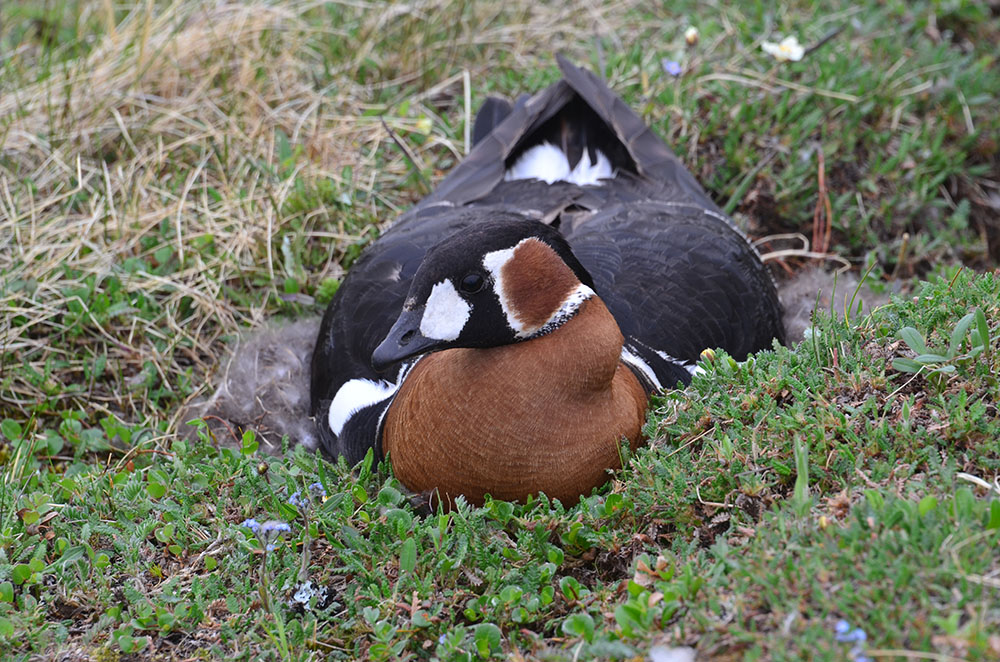
Bernikla rdzawoszyja

Szata roślinna rezerwatu jest bardzo zróżnicowana. Całe terytorium znajduje się w strefie tundry obejmującej wszystkie jej rodzaje (lasotundra, tundra krzewinkowa, tundra mszysto-porostowa, tundra arktyczna, tundra górska). Występuje tu 448 gatunków wyższych roślin naczyniowych, 222 gatunki mchów i 265 porostów.
Na terenie rezerwatu żyje 21 gatunków ssaków (nie licząc płetwonogich i waleni w Morzu Łaptiewów), 110 gatunków ptaków i ponad 15 gatunków ryb.
Żyją tu m.in. renifery tundrowe (najliczniejsza populacja na świecie), lemingi brunatne, piżmowoły arktyczne, zające bielaki, lisy polarne, wilki polarne, gronostaje europejskie, rosomaki tundrowe, niedźwiedzie brunatne, niedźwiedzie polarne. W morzu występują m.in. nerpy obrączkowane, fokowąsy brodate i morsy.
Z ptaków żyją tu m.in. edredon turkan, nur białodzioby, łabędź mały, bielik, orzeł przedni, białozór, sokół wędrowny, bernikla rdzawoszyja i różne gatunki wydrzyków.

## Klimat
Klimat na terenie rezerwatu jest ostry, kontynentalny, surowy, z długimi mroźnymi zimami i krótkimi latami. Średnia roczna temperatura −14,0 °C. Najzimniejszym miesiącem jest luty (średnio −33,4 °C), najniższa zanotowana średnia to −58 °C. Okres z ujemnymi średnimi miesięcznymi temperaturami trwa 265 dni. Roczne opady 200–300 mm. Noc polarna 65 dni, dzień polarny 83 dni.